# Haematopota jacobsoni
Haematopota jacobsoni är en tvåvingeart som beskrevs av Schuurmans Stekhoven 1926. Haematopota jacobsoni ingår i släktet Haematopota och familjen bromsar. Inga underarter finns listade i Catalogue of Life.